# Olympia's Tour
Olympia's Tour er et etapeløb i cykling, der afholdes årligt i maj i Holland.
Løbet blev første gang kørt i 1898, dog på dette tidspunkt som et endagsløb. Fra 1909 blev det et etapeløb, som dette år bestod af tre etaper. Løbet blev gentaget året efter, men dernæst blev det først afholdt igen i 1927. Næste gang, det blev afholdt, var i 1955, hvorpå det er blevet afholdt hvert år siden, bortset fra 2001, hvor det blev aflyst på grund af et mund- og klovsygetilfælde. 

## Vindere
| - 2024 Tim Torn Teutenberg - 2023 Mathias Bregnhøj - 2022 Maikel Zijlaard - 2020-2021 ikke arrangeret - 2019 Sander De Pestel - 2018 Julius Johansen - 2017 Pascal Eenkhoorn - 2016 Cees Bol - 2015 Jetse Bol - 2014 Berden de Vries - 2013 Dylan van Baarle - 2012 Dylan van Baarle - 2011 Jetse Bol - 2010 Taylor Phinney - 2009 Jetse Bol - 2008 Lars Boom - 2007 Thomas Berkhout - 2006 Tom Veelers - 2005 Stef Clement - 2004 Thomas Dekker - 2003 Joost Posthuma - 2002 Mart Louwers - 2001 ikke arrangeret - 2000 Jan van Velzen - 1999 Marcel Duijn | - 1998 Matthé Pronk - 1997 Remco van der Ven - 1996 Cristiano Citton - 1995 Danny Nelissen - 1994 Henk Vogels - 1993 Servais Knaven - 1992 Servais Knaven - 1991 Anton Tak - 1990 Wilco Zuijderwijk - 1989 Thomas Liese - 1988 Dirk Meier - 1987 Jos Bol - 1986 Bernd Dittert - 1985 John Talen - 1984 Asjat Saitov - 1983 Mario Hering - 1982 Gerrit Solleveld - 1981 Gerard Schipper - 1980 Oleg Logvin - 1979 Jos Lammertink - 1978 Arie Hassink - 1977 Arie Hassink - 1976 Leo van Vliet - 1975 Hans Langerijs - 1974 Roy Schuiten | - 1973 Fedor den Hertog - 1972 Frits Schür - 1971 Cees Priem - 1970 Frits Schür - 1969 Piet Legierse - 1968 Leen de Groot - 1967 Cees Zoontjens - 1966 Jan van der Horst - 1965 Harry Stevens - 1964 Cor Schuring - 1963 Jos Driel - 1962 Henk Nijdam - 1961 Mik Snijder - 1960 Gerard Wesseling - 1959 Huub Zilverberg - 1958 Ab van Egmond - 1957 Adri Roks - 1956 Kees van der Zande - 1955 Piet Kooyman - 1928-1954 ikke arrangeret - 1927 Rudolf Wolke - 1911-1926 ikke arrangeret - 1910 Adrie Bellersen - 1909 Chris Kalkman |

| Cykling | Spire Denne artikel om cykling er en spire som bør udbygges. Du er velkommen til at hjælpe Wikipedia ved at udvide den. |